# Hamdi Makhlouf
Pour les articles homonymes, voir Makhlouf.
Hamdi Makhlouf (arabe : حمدي مخلوف), né le 5 juin 1980 à Tunis, est un oudiste, compositeur et musicologue tunisien.
Luthiste, chanteur et compositeur pour l'oud, en s'inspirant du jazz et des musiques du monde, il mène également des recherches scientifiques qui portent sur la création musicale et la composition instrumentale arabe moderne.

## Biographie

### Musique
Dès son jeune âge, Hamdi Makhlouf a un engouement particulier pour la musique qui se manifeste dès l'intégration de la chorale du lycée pilote de Sfax en 1991. Son premier maître, Mohamed Rekhis, découvre en lui une voix dotée d'un beau timbre et d'une grande tessiture. Hamdi Makhlouf poursuit ses études musicales en option jusqu'à l'obtention de son baccalauréat en 1999.
Dans la même année, il intègre l'Institut supérieur de musique de Sfax et entreprend des études en musique et en musicologie. Entre 1999 et 2003, il poursuit ses cours de oud avec son maître Wahid Triki et obtient son diplôme instrumental. Pendant sa vie estudiantine, il compose quelques pièces pour oud en solo et interprète plusieurs œuvres de oudistes célèbres comme Jamil Bachir, Mounir Bachir, Naseer Shamma, Khaled Mohamed Ali et bien d'autres. Ses études sont couronnées en juillet 2003 par l'obtention du prix présidentiel en qualité de lauréat de la filière arts et métiers et d'une bourse pour poursuivre des études doctorales. 
Arrivé en France, il entreprend d'abord une série de concerts en solo à la Cité internationale universitaire de Paris. Il fait la connaissance du pianiste et compositeur tunisien Wajdi Cherif et tourne avec lui dans plusieurs concerts et festivals entre 2004 et 2006 : cinquième festival de la musique à l'Institut du monde arabe en juin 2004, festival Tanjazz en 2005, festival Couleurs Jazz au Centre des musiques arabes et méditerranéennes installé à Ennejma Ezzahra (Sidi Bou Saïd), Le Baiser salé, Sunset-Sunside, etc.
À partir de 2007, après avoir côtoyé l'univers du jazz et de ses protagonistes, Hamdi Makhlouf mène ses propres projets et compose une série de pièces musicales pour des petites formations (trio, quartet et quintet). Il fait des concerts avec plusieurs musiciens et jazzmen professionnels comme le tabliste et batteur Philippe Foch, les pianistes Mohamed Ali Kammoun et Vincent Lendower, les contrebassistes Juan Saubidet et Leonardo Teruggi, le violoniste Zied Zouari ou le batteur Abdesslem Gherbi. Il est programmé durant le festival Musiciens de Tunisie au palais du baron d'Erlanger en 2008, au Centre culturel égyptien de Paris en 2009 et au Festival de la musique instrumentale à Tunis en 2010.

### Musicologie
À partir de 2006, Hamdi Makhlouf donne plusieurs conférences dans des colloques et séminaires internationaux interdisciplinaires : le Congrès européen d'analyse musicale à Fribourg-en-Brisgau portant sur le thème de l'interprétation en octobre 2007 ; le séminaire IDEAT à l'université Paris I en mai 2009 ; le Congrès interdisciplinaire de musicologie en collaboration avec le musicologue libanais Amine Beyhom ; etc.
Il publie aussi certains articles comme dans la revue électronique Musimédiane publiée avec le concours de la Société française d'analyse musicale. Il codirige avec le musicologue tunisien Mondher Ayari un ouvrage collectif intitulé Musique, signification et émotion publié aux éditions Delatour France.
Hamdi Makhlouf soutient sa thèse de doctorat à l'université Paris IV le 10 décembre 2011 et l'obtient avec la mention « très honorable ». Intitulée Le ‘ūd de concert. Problématique organologique, espace compositionnel et modélisation sémiotique, cette thèse met en valeur la pensée musicale créatrice chez les luthistes du monde arabe en proposant de nouvelles directives dans la représentation et la transcription de leurs musiques.
Il publie son premier livre, intitulé Métamorphoses du ‘ūd : de l'organologie à l'espace compositionnel, en 2020, avec une préface du professeur Jean-Marc Chouvel et une co-édition par Ennejma Ezzahra et Sotumedias en Tunisie.

## Discographie

### Pages nocturnes
En 2008, Hamdi Makhlouf enregistre son titre Pages nocturnes, chanson arabe contemporaine à inspiration jazzistique, qui est publiée dans la compilation artistique Arabia Nights 4 chez EMI Music ; la compilation regroupe plusieurs artistes célèbres du monde arabe.
En 2011, il enregistre un disque avec l'artiste américaine Kevin Blechdom (en) après une résidence artistique expérimentale à Ennejma Ezzahra ; il est édité en 2013 en France par Tsuku Boshi (TSKB013).

### Enregistrements
Il participe par ailleurs à plusieurs projets musicaux en tant que sideman :
- oudiste avec le pianiste Wajdi Cherif dans son deuxième disque Jasmine chez Wech Records ;
- oudiste avec le saxophoniste américain Joshua Levitt dans le cadre de son projet Lahakah ;
- oudiste dans le film Coco de Gad Elmaleh (sorti en mars 2009) ;
- vocaliste avec les frères Amine et Hamza dans leur album Perpetual Motion (sortie en 2010).